# Теліпський Руслан Юрійович
Русла́н Ю́рійович Телі́пський (нар. 30 січня 1981, Луцьк) — український громадський діяч, шевченкознавець, країнознавець, мандрівник, фотограф-монументаліст, пам'яткознавець, волонтер.

## Біографічні дані
Руслан Теліпський народився в робітничій сім'ї. Змалку виховувався в патріотичному дусі. З 1987-го по 1990 рік він навчався в Луцькій середній школі № 4, а далі — в Луцькій середній школі № 17, яку закінчив 1998 року з золотою медаллю. Закінчив також музичну студію при Луцькому палаці учнівської молоді (клас фортепіано, 1989–1996). У 1998-му Руслан Теліпський вступив на факультет міжнародних відносин Волинського державного університету імені Лесі Українки (Луцьк), випускником якого став у 2003-му, діставши диплом з відзнакою й набувши спеціальність «референт-перекладач і країнознавець». 2005 року здобув післядипломну освіту на підприємницько-товарознавчому факультеті Гдинської морської академії (Польща) за спеціальністю «Туризм і готельний бізнес». З 2007 року засновник власного мистецького проекту «Монументальна Шевченкіана».  У 2008 році створив культурно-патріотичний проект з пішого паломництва до Чернечої гори «Тарасів дороговказ». У 2012 році заснував і очолив громадську організацію «Так Треба». З 2015 року співзасновник волонтерського руху для допомоги бійцям АТО і сім'ям загиблих героїв під назвою «Меценати для солдата» (МдС). З 2016 року заснував благодійний проект для підтримки дітей полеглих і померлих бійців «Діти Небесного Легіону». Одружений. Проживає в Луцьку.

## Волонтерська діяльність
У січні 2015 року Руслан Теліпський спільно з Неонілою Головатською заснували на Волині незалежний волонтерський рух «Меценати для солдата» (МдС), а через 2 роки Руслан очолив дану спільноту однодумців одноосібно.
Рух має на меті різнобічну підтримку бійців АТО — передусім моральну, психологічну та почасти фінансову. З допомогою підприємців активісти урізноманітнюють дозвілля бійців, сприяють їхній психологічній реабілітації і швидкій соціальній адаптації в тилу, а також допомагають знизити їхні фінансові витрати. Рух реалізував багато проектів та акцій. Цільова підтримка подається родинам загиблих героїв, пораненим, дітям бійців та демобілізованим солдатам. Про те, чому треба допомагати бійцям у рамках проекту «МдС» і взагалі для чого потрібно долучатися до волонтерських спільнот говорив у багатьох інтерв'ю Руслан Теліпський:
| Це найменше, що ми можемо зробити для наших героїв, які ще вчора зі зброєю в руках захищали нашу з вами свободу, а сьогодні повертаються додому, в мирне середовище. В них можуть виникнути проблеми через низький поріг терпимості чи загострене чуття справедливості. Хлопцям треба постійно відволікатися від страшних спогадів про втрати побратимів — і саме нашою щирою увагою та символічною турботою ми зможемо хоч трішки залікувати душевні рани. Згадаймо, скількох воїнів-«афганців» свого часу покинуло напризволяще суспільство й скільком так і не вдалося знайти себе в мирному житті. Тому треба допомагати нашим бійцям повертатися до мирного життя, щоб війна не відбивалася на їхніх родинах, на їхніх дітях. І головне завдання нашого руху МдС — не залишати хлопців наодинці з цими проблемами. Інколи достатньо просто бачитися з цими людьми й знаходити правильні слова підтримки. Варто усвідомити, що, спільно підставляючи їм плече, ми справді можемо врятувати не тільки чиєсь життя зокрема, але й долучитися до кращої долі нашої країни в цілому. |

## Творча діяльність
Ще в підлітковому віці Руслан Теліпський мав три найбільші захоплення: творчість Тараса Шевченка, фотографія і туризм. Буваючи в різних містах і селах, неодмінно відвідував пам'ятники Кобзареві й фотографував їх. З часом ці три захоплення набрали конкретики, й постало четверте — пам'ятникологія, підрозділ пам'яткознавства. Руслан зосередився на її напрямку й галузі — шевченкіані та еквестріанізмі (науці про кінні монументи і їх походження). З кінця 1990-х самодостатньою метою його подорожей стали Шевченкові монументи, погруддя та меморіальні таблиці.
За роки, що відтоді минули, Теліпський фотографував скульптурні об'єкти у всіх областях України й у більш як шістдесяти країнах світу. У понад тридцяти п'яти з них до числа цих об'єктів належали пам'ятники Кобзарю. В Руслановій шевченкіані налічується понад 1750 цих сфотографованих пам'яток. Загалом же він зібрав відомості про більш ніж 10 000 зразків світової монументалістики. З 2013 року почав роботу над книжкою «Монументальна Шевченкіана Руслана Теліпського» і відклав до завершення російсько-української війни.
Автор світлин для путівника «Луцьк. Прогулянки містом», виданого у 2008-му українською, англійською й польською мовами. Він член Українського товариства охорони пам'яток історії та культури, Українського геральдичного товариства, почесний член літературного осередку «Золота троянда» у Хмільнику.
У 2013 році був обраний до складу журі української частини наймасштабнішого фотоконкурсу світу «Вікі любить пам'ятки», де учасники фотографують історичні пам'ятки і об'єкти культурної спадщини у своєму регіоні і завантажують їх на Вікісховище для ілюстрації будь-яких подальших проектів фонду Wikimedia (таких, як Вікіпедія, Вікіпідручник тощо). Метою заходу є висвітлення культурно-історичної спадщини країн-учасниць.
В 2014 році розпочав випуск поштових листівок під назвою «Героїка Армії Української Народної Республіки» в рамках співпраці з благодійним патріотичним фондом «Героїка», який відомий завдяки своїй діяльності з популяризації історії боротьби за незалежність, зокрема відновленням українських військових поховань.
В 2015 році, повернувшись із зони АТО, випустив серію з чотирьох поштівок під назвою «СЛАВА ВОЇНАМ АТО!!!» в рамках волонтерського проекту «МдС» для підтримки бійців-учасників бойових дій на сході.
В 2016 році організував благодійну виставку-продаж своїх авторських світлин з численних мандр під назвою «50 сторінок атласу» на потреби воїнів АТО та членів їх сімей.

## Шевченкіана
Маючи великий обсяг зібраного матеріалу, 2007 року Руслан Теліпський почав улаштовувати фотовиставки, які супроводжував доповідями про історію, передумови створення різних монументів Шевченку та їх мистецькі особливості. Загалом він провів понад двісті персональних проєктів: фотовиставок, мультимедійних презентацій і лекцій в Україні та за кордоном («Монументальна Шевченкіана», «Пам'ятники Тарасові Шевченку у світі, їх роль і значення у формуванні позитивного іміджу України», «Козацькими стежками», «Леся Українка у пам'ятниках», «Українські пам'ятники в Канаді», «Світовий евестріанізм (Кінні пам'ятники вершникам)»).
У 2008 році на День Незалежності Руслан Теліпський приготував і провів біля пам'ятника Кобзареві в Луцьку спільне читання Шевченкового «Заповіту» різними мовами. Учасники XI міжнародного фестивалю «Поліське літо з фольклором» задекламували цей вірш українською, арабською, польською, французькою, італійською, російською, чеською, іспанською та їдишем.
Цього ж року Теліпський започаткував патріотичний проект Тарасів дороговказ — піше паломництво до Чернечої гори місцями перебування Шевченка та встановлення численних пам'ятників поету. Цей проект популяризував українську мову, історію і культуру; відновлення духовних вартостей народу, відродження національної свідомості та мотивував молодь до сумлінного навчання і залучення до державотворчих процесів. За 34 дні — з 24 серпня по 26 вересня — Руслан і його однодумці пройшли понад тисячу кілометрів дев'ятьма областями України від Луцька до Канева.
У 2009 році він видав набір із 24 фотомонтажних поштівок із серії «Монументальна шевченкіана».
У 2014 році вступив до аспірантури при Східноєвропейському національному університеті імені Лесі Українки рідного факультету міжнародних відносин на спеціальність «Економічна і соціальна географія» (11.00.02).  Для здобуття наукового ступеня кандидата географічних наук була затверджена дисертація на тему: «Просторові особливості поширення монументальної Шевченкіани у світі», проте у зв'язку з подіями на сході країни сконцентрувався виключно на волонтерстві, і у 2017 році остаточно полишив навчання.
Починаючи від 2007 року, коли Руслана попросили друзі зробити фотовиставку у рідному Луцьку та розповісти про Кобзаря, провів понад 100 різноманітних заходів (в рамках проектів «Монументальна Шевченкіана» та «Тарасів дороговказ»). Під час лекцій, виставок і публічних виступів біля тарасових пам'ятників Теліпський постійно підкреслює сутність шевченківського феномену, знайомить з великою монументальною спадщиною, а також стверджує, що Тарас Шевченко є духовним батьком нескореного Українського народу і об'єднує націю.
Перелік населених пунктів (за областями), де відбувались виступи чи мистецькі акції Руслана Теліпського на шевченківську тематику:
Вінницька: Хмільник, с.Кропивна; Волинська: Луцьк, Ковель, Володимир, Берестечко, Ківерці, с.Жидичин, с.Затурці, с.Підгайці; Донецька: Слов'янськ, Покровськ, Лиман, Красногорівка, Гірник; Житомирська: Бердичів; Запорізька: Мелітополь; Івано-Франківська: Снятин, с.Гошів; Київська: Київ, Біла Церква, Сквира, Тараща, с.Медвин; Луганська: Сватове, Старобільськ, с.Свистунівка; Львівська: Львів, Броди, Стрий, Ходорів, Жидачів, с.Волиця, с.Козьова; Полтавська: Полтава, Гадяч, Пирятин, Гребінка, Лохвиця, Заводське, с.Мартинівка; Рівненська: Рівне, Радивилів, Дубно, с.Мирогоща, с.Оженин; Сумська: Суми, Охтирка, с.Мала Павлівка; Тернопільська: Тернопіль, Великі Бірки; Харківська: Харків, Куп'янськ, Шевченкове, Малинівка, Пересічне, Богодухів; Хмельницька: Хмельницький, Волочиськ, Ізяслав, Меджибіж, Славута, Стара Синява, Чорний Острів, Шепетівка, с.Пасічна, с.Пилява; Черкаська: Черкаси, Канів, Сміла, с.Гельмязів, с.Доброводи, с.Михайлівка, с.Моринці, c.Шелепухи; Чернівецька: Чернівці; Чернігівська: Варва.

## Міжнародна Шевченкіана
Руслан Теліпський належав до членів комітетів зі спорудження пам'ятників Кобзарю за кордоном. У 2009 році під патронатом посольства України в Канаді, спільно з Конґресом Українців Канади та іншими українськими канадськими громадськими організаціями здійснив 12 доброчинних фотовиставок по всій Канаді та видав ексклюзивну серію з 24 поштівок, долучившись до зібрання коштів на встановлення пам'ятника в Оттаві. У 2012 році в Загребі провів розмову з представником української діаспори в Хорватії Борисом Гралюком та схилив до думки розпочати спорудження пам'ятника Шевченка у хорватській столиці. У цьому ж році видав вісім листівок — на фінансування побудови пам'ятника в Ризі, а в 2013 році спільно з Конґресом українців Латвії провів у цій країні 3 доброчинні фотовиставки, щоб допомогти зібрати кошти на проект встановлення монумента Кобзарю.
У 2019 році на пропозицію Посольства України в Чехії, яке ініціювало фотоконкурс «сфотографуйся з Шевченком», Руслан Теліпський обирав переможця. Необхідно було зробити фото або селфі біля пам'ятника Тарасу Шевченку чи іншого його зображення і переслати посольству. Перемогу розділили учні Суботньої української школи «Ерудит» та Українського культурно-освітнього центру «Крок» м. Прага.
За весь час громадської та культурної діяльності Руслана Теліпського його фотовиставки та лекції на шевченкову тематику були організовані за допомогою СКУ, українською місцевою діаспорою та вітчизняним МЗС у понад 25 країнах світу:
Австралія (2016: Брисбен, Лідкомб, Сідней, Джилонг, Нобл Парк, Ессендон).
Австрія (2019: Відень).
Аргентина (2014: Буенос-Айрес, Авельянеда, Апостолес, Лас-Бреньяс, Обера).
Бельгія (2014: Брюссель).
Білорусь — 2 (2009: Мінськ; 2010: Брест).
Бразилія (2014: Прудентополіс, Іраті).
Греція — 2 (2012: Афіни, Пірей; 2018: Афіни, Патри).
Данія (2019: Копенгаген).
Естонія (2015: Таллінн).
Ісландія (2019: Рейк'явік[відсутнє в джерелі]).
Іспанія (2015: Мадрид, Уельва, Севілья, Малага, Валенсія, Барселона).
Італія — 2 (2014: Рим, Неаполь; 2018: Казерта).
Канада (2009: Оттава, Чертсі, Монреаль, Торонто, Садбері, Тандер-Бей, Кенора, Вінніпег, Портедж-ла-Прері, Дофін, Едмонтон (село Україна), Саскатун).
Китай (2016: Пекін).
Латвія (2014: Рига, Єлгава, Єкабпілс).
Молдова (2018: Кишинів, Бєльці).
Нідерланди (2014: Гаага).
Німеччина (2019: Гамбург, Ганновер).
Норвегія (2019: Осло).
Парагвай (2014: Енкарнасьйон).
Польща — 2 (2010: Перемишль; 2019: Варшава).
Португалія — 2 (2014: Лісабон; 2019: Лісабон, Віла-Нова-де-Гайя).
Сербія (2012: Новий Сад).
Угорщина (2014: Веспрем).
Франція — 2 (2014: Париж, Шалетт-сюр-Луен; 2019: Страсбург).
Чехія (2019: Прага).
Швейцарія (2019: Берн, Цюрих).
Швеція — 2 (2011: Стокгольм, Мальме, Гетеборг; 2014: Стокгольм).

## Відзнаки й нагороди

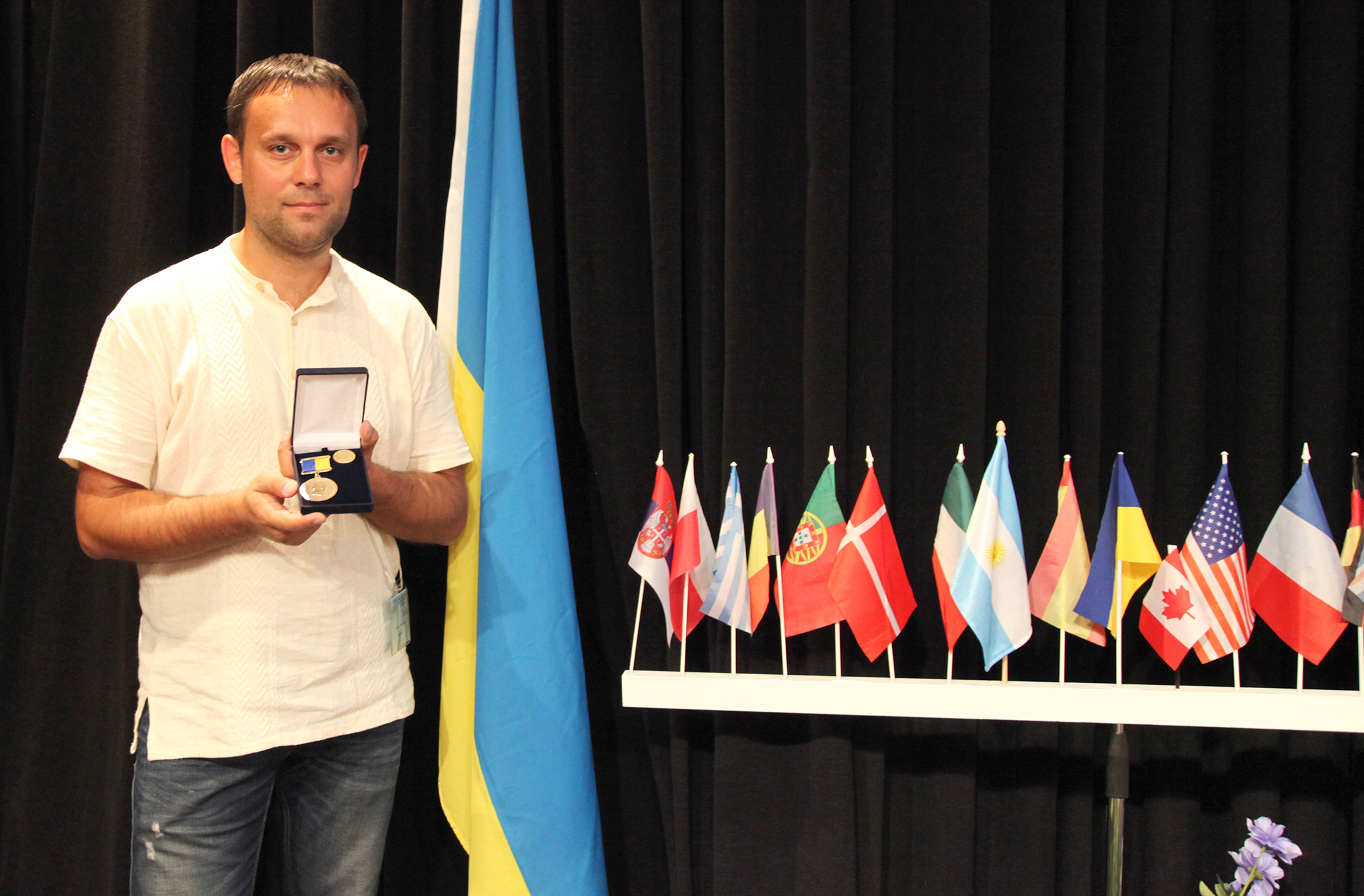
Нагорода від СКУ.

- 2015 рік: «За значний внесок у популяризацію творчої спадщини та вшанування Тараса Шевченка за межами України» Руслан Теліпський удостоївся найвищою нагородою Світового Конґресу Українців — ювілейною відзнакою СКУ «200 років з дня народження Тараса Шевченка», яка була встановлена з нагоди ювілею Кобзаря у 2014 році. На адресу Комісії надійшло понад 90 подань із різних країн світу. Лауреатами стали відомі письменники, художники, громадські діячі, скульптори, архітектори з сімнадцяти країн світу. Вручення ювілейних відзнак (медалей) відбулося під час офіційної частини Річних загальних зборів СКУ 11 вересня 2015 року в залі Інституту Сервантеса в Мадриді[66].

У цьому ж році потрапив до підсумкового рейтингу громадської номінації «Довіра громади Волині — 2015 р.», який організувала і озвучила 30 грудня 2015 року ініціативна група з трьох організацій — ВОГО «Волинський прес-клуб», ВОГО «Гендерний центр», ГО «Інститут волонтерства та громадської співпраці», отримавши один з найбільших рівнів публічної довіри на Волині.
- 2017 рік: Під час ІІ з'їзду дітей і вдів полеглих бійців під назвою «Родинне коло Небесного Легіону», що організовував волонтерський рух «Меценати для солдата» (МдС) і проходив у Луцьку 29 квітня 2017 року у приміщенні місцевого базового медичного коледжу, був нагороджений як керівник МдС медаллю «За гідність і патріотизм» від "Всеукраїнського об'єднання «Країна», за представленням керівника  ГО «Військові капелани Волині» протоієрея УПЦ КП Михайла Бучака[68].

Цього ж року став лауреатом премії «Людина Року-2017. Волинь» у номінації «Волонтер року». В рамках загальнонаціональної програми «Люди XXI століття» і обраної теми «Творимо історію сьогодні» 15 грудня 2017 року у Луцьку на сцені Волинського обласного академічного музично-драматичного театру імені Тараса Шевченка відбулося нагородження людей, які творили сучасне та майбутнє області: громадські діячі, захисники АТО, діячі культури, бізнесмени та волонтери.
- 2018 рік: Під час VII з'їзду дітей і вдів полеглих бійців під назвою «Родинне коло Небесного Легіону», що організовував волонтерський рух «Меценати для солдата» (МдС) і проходив у Луцьку 15 грудня 2018 року у приміщенні місцевого базового медичного коледжу, де перед початком святкового концерту вручив голова Волинської обласної державної адміністрації Олександр Савченко державну нагороду України — відзнаку Президента України «За гуманітарну участь в антитерористичній операції»[71][72][73].

- 2023 рік: З нагоди 27-ї річниці Дня Конституції України та за подачі 66-тої окремої механізованої бригади імені князя Мстислава Хороброго Сухопутних військ Збройних Сил України отримав заохочувальну відзнаку Міністерства оборони України — медаль «За сприяння Збройним Силам України».

## Мандри
Руслан Теліпський відвідав понад шістдесят країн світу. Ще студентом побував у всіх обласних центрах України а також у Сімферополі та Севастополі. З середини 2000-х вже почались тривалі мандри за кордоном, переважно автостопом та дешевим транспортним сполученням і завжди наодинці. З цих виправ варто виділити найбільш значимі маршрути під умовними назвами:
2005 рік: «Мис Кабу да Рока» (місяць мандрів поспіль, 9 країн) — мандрівка до мису, який є найзахіднішою точкою Євразійського континенту. Це перша свідома подорож на такий довгий термін і велику кількість країн.
2007 рік: «Чорноморське коло» (місяць мандрів поспіль, 7 країн). Маршрут пролягав країнами навколо акваторії Чорного моря + Вірменія та Азербайджан.
2009 рік: «Канадіана» (два місяці мандрів поспіль). Подорож південною Канадою з заходу країни на схід. Понад 20 міст і загальна протяжність маршруту — понад 5000 км в одну сторону.
2012 рік: «Євровояж-1» (2 місяці мандрів поспіль, 21 країна). Початок втілення планів відвідати всі країни Європи, незалежно від їх розміру.
2014 рік: «Євровояж-2» + «Латинська Америка» (три місяці мандрів поспіль, 14 країн). Продовження «Євровояжу» під час подорожей двома континентами.
2015 рік: «Євровояж-3» (2 місяці мандрів поспіль, 15 країн). Закінчення проміжного етапу: побував у всіх незалежних державах континентальної Європи. Остання країна на материку — Монако. Залишилося відвідати чотири острівні країни: Ірландію, Ісландію, Кіпр та Мальту.
2016 рік: «АвстрАзія» (50 днів мандрів поспіль, 10 країн). Подорож Австралією і Океанією а також країнами Азії.

## Громадська діяльність
2012 року Руслан Теліпський заснував і став головою громадської організації «Так Треба», діяльність якої відповідає усім засадам законності, добровільності, рівноправності, а також здійснення її членами своїх прав і свобод, задоволення та захисту своїх законних соціальних, економічних, творчих, вікових, національно-культурних, спортивних та інших спільних інтересів.
В 2015 році була започаткована співпраця з Міжнародним центром перспективних досліджень (МЦПД). В Луцьку спільними зусиллями організовано ряд заходів:
- регіональний круглий стіл «Національний діалог: долаючи минуле, переживаючи теперішнє, будуючи майбутнє» в рамках проекту "Започаткування Національного діалогу в Україні.
- регіональна громадська зустріч «Створення Народної Конституції України».